# D. B. Milne Field
Le D. B. Milne Field est un stade multifonction de l'université de Jacksonville, à Jacksonville, en Floride.